# Oficina Ejecutiva del vicepresidente de Estados Unidos
La Oficina Ejecutiva del vicepresidente de los Estados Unidos es el organismo que incluye el personal que directamente ayuda o asesora al vicepresidente de los Estados Unidos. La oficina es dirigida por el Jefe de Gabinete del vicepresidente de los Estados Unidos, siendo actualmente Jacob Reses. La Oficina también provee de ayuda y asesoramiento a la segunda dama de los Estados Unidos. Tiene su sede en el Edificio de oficinas ejecutivas Eisenhower, con oficinas para el vicepresidente y la segunda dama en el ala este de la Casa Blanca, en el Capitolio de los Estados Unidos y en la residencia oficial del vicepresidente y su familia.

## Personal actual
Actualmente, el personal de la oficina del vicepresidente, está compuesta por las siguientes personas:
- Asistente del presidente y Jefe de Gabinete del vicepresidente: Jacob Reses
  - Subjefe de Gabinete del vicepresidente: Bryan Gray
  - Asistente del Jefe de Gabinete: Yael Belkind
  - Asistente personal del vicepresidente: Opal Vadhan
- Asistente especial del presidente y consejero del vicepresidente: Josh Hsu 
  - Consejero adjunto del vicepresidente : Samantha Chaifetz
  - Consejero asociado del vicepresidente: Nasrina Bargzie
  - Abogado asociado del vicepresidente: R. Brandon Rios
  - Consejero asociado del vicepresidente: Sharmistha Das
- Asistente del presidente y asesor de seguridad nacional del vicepresidente: Philip Gordon
  - Asesor adjunto de seguridad nacional del vicepresidente: Rebecca Lissner
  - Asesor especial del vicepresidente para Medio Oriente y África del Norte: Abram Paley
  - Asesora especial del vicepresidente para Asia Oriental y el Pacífico: Nancy Leou
  - Asesor especial del vicepresidente para el sur de Asia: David Richelsoph
  - Asesora especial del vicepresidente para África: Safia Mohamoud
  - Asesor especial del vicepresidente para Seguridad Nacional y Política Exterior redactor de discursos: Dean Lieberman
  - Asesora especial del vicepresidente para Europa, Rusia y Defensa: Lisa Sawyer
  - Secretario ejecutivo y asesor de defensa: Shanti Sethi
- Asistente adjunto del presidente y director de comunicaciones del vicepresidente: Jamal Simmons
  - Asesor principal de comunicaciones del vicepresidente: Herbie Ziskend
  - Subdirectora de Comunicaciones del vicepresidente: Rachel Palermo
  - Director digital adjunto del vicepresidente: Brenna Parker
- Secretaria de prensa del vicepresidente: Kirsten Allen
  - Subsecretario de prensa: Ernesto Apreza
  - Asistente de prensa: William Fairfax
  - Director de operaciones de prensa: Tate Mitchell
- Directora de redacción de discursos: Meghan Groob 
  - Subdirectora de redacción de discursos: Sarah Nadia Gouda
  - Director asociado de redacción de discursos: Steven Kelly
- Asistente adjunto del presidente y asesor de política interna del vicepresidente: Rohini Kosoglu 
  - Director adjunto de políticas del vicepresidente: Deanne Millison
  - Asesor económico principal del vicepresidente: Mike Pyle
  - Asesora especial para asuntos económicos globales: Lindsey Zuluaga
  - Asesor de políticas del vicepresidente: Dr. Ike Irby
  - Asesor de políticas del vicepresidente: Michael C. George
  - Asesor de política laboral del vicepresidente: Dan Pedrotty
  - Miembro de políticas, oficina del vicepresidente: Keshav Poddar
- Asistente especial del presidente y director de participación pública y asuntos intergubernamentales del vicepresidente: Michael Collins 
  - Asistente adjunto del presidente y director adjunto de participación pública y asuntos intergubernamentales del vicepresidente: Brandon Thompson
  - Directora asociada de participación pública y asuntos intergubernamentales del vicepresidente: Lillian Sanchez
- Subdirector de investigación: Tyler Lykins
- Directora de programación del vicepresidente: Marguerite Biagi 
  - Subdirectora de programación del vicepresidente: Cambria Hayashino
    - Programador asistente del vicepresidente: Owen Bacskai
- Director de avance para el vicepresidente: Sterling Elmore
  - Subdirector de anticipo de la vicepresidencia: Juan Ortega
- Directora de asuntos legislativos del vicepresidente: Kristine Joy Lucius 
  - Directora asociada de asuntos legislativos del vicepresidente: Brittany Carmon 
    - Asistente legislativo: Halle Ewing
- Secretaria de personal, oficina del vicepresidente: Emily Langner 
  - Secretaria de personal, oficina del Vicepresidente: Kaitlin Denney
- Directora de gestión y administración de la oficina del vicepresidente: Cynthia Bernstein
- Director de operaciones del ala oeste al vicepresidente: Michelle Solomon
- Coordinador de operaciones del vicepresidente: Michael deForest 
  - Director asociado de operaciones del vicepresidente: Andy Vargas
- Secretaria social y gerente de residencia del vicepresidente: Storm Horncastle 
  - Secretario social adjunto: David W. Nelson
- Fotógrafo del vicepresidente: Lawrence Jackson 
  - Director de video para el vicepresidente: Hope Hall